# Criș, Hunedoara
Criș este un sat în comuna Blăjeni din județul Hunedoara, Transilvania, România.

## Alte articole
- Muntele Vâlcan